# Байёль (кантон)
Байёль (фр. Bailleul) — кантон во Франции, находится в регионе О-де-Франс, департамент Нор, округ Дюнкерк.

## История
Кантон образован в результате реформы 2015 года. В его состав вошли упразднённые кантоны Байёль-Сюд-Вест и Байёль-Нор-Эст, а также отдельные коммуны кантонов Азбрук-Нор, Азбрук-Сюд, Кассель, Мервиль и Стенворд.

## Состав кантона
В состав кантона входят коммуны (население по данным Национального института статистики за 2017 г.):
- Байёль (14 769 чел.)
- Бертан (551 чел.)
- Бешеп (2 183 чел.)
- Борр (591 чел.)
- Вьё-Беркен (2 507 чел.)
- Годеверсвельд (2 051 чел.)
- Кассель (2 289 чел.)
- Каестр (1 980 чел.)
- Ле-Дульё (1 478 чел.)
- Мерри (1 018 чел.)
- Метеран (2 314 чел.)
- Ньепп (7 476 чел.)
- Окселаэр (519 чел.)
- Ондегем (951 чел.)
- Прадель (390 чел.)
- Сен-Жан-Каппель (1 722 чел.)
- Сен-Сильвестр-Каппель (1 180 чел.)
- Сент-Мари-Каппель (877 чел.)
- Стапль (658 чел.)
- Стенверк (3 673 чел.)
- Стразеель (945 чел.)
- Флетр (972 чел.)
- Эек (1 219 чел.)

## Политика
На президентских выборах 2022 г. жители кантона отдали в 1-м туре Эмманюэлю Макрону 30,2 % голосов против 29,5 % у Марин Ле Пен и 15,2 % у Жана-Люка Меланшона; во 2-м туре в кантоне победил Макрон, получивший 53,3 % голосов. (2017 год. 1 тур: Марин Ле Пен – 27,9 %, Франсуа Фийон – 20,9 %; Эмманюэль Макрон – 19,9 %, Жан-Люк Меланшон – 16,7 %; 2 тур: Макрон – 56,6 %. 2012 год. 1 тур: Николя Саркози — 29,1 %,Франсуа Олланд — 25,4 %, Марин Ле Пен — 21,5 %; 2 тур: Саркози — 53,5 %).
С 2021 года кантон в Совете департамента Нор представляют мэр коммуны Окселаэр Стефан Дьёсаэр (Stéphane Dieusaert)  (Республиканцы) и вице-мэр города Ньепп Мари Сандра (Marie Sandra) (Разные правые).
|                | Кандидаты                       | Партия               | Первый тур | Первый тур     | Второй тур | Второй тур |
| Кол-во голосов | Кандидаты                       | Партия               | % голосов  | Кол-во голосов | % голосов  |            |
| -------------- | ------------------------------- | -------------------- | ---------- | -------------- | ---------- | ---------- |
|                | Стефан Дьёсаэр Мари Сандра      | Правый блок          | 6 460      | 47,77          | 8 587      | 65,80      |
|                | Ален Дюбуа Эмили Дюкуран        | Левый блок – Зелёные | 3 762      | 27,82          | 4 464      | 34,20      |
|                | Жислен Ванкованберг Дидье Лежён | Национальный фронт   | 3 300      | 24,40          |            |            |

|                | Кандидаты                       | Партия                  | Первый тур | Первый тур     | Второй тур | Второй тур |
| Кол-во голосов | Кандидаты                       | Партия                  | % голосов  | Кол-во голосов | % голосов  |            |
| -------------- | ------------------------------- | ----------------------- | ---------- | -------------- | ---------- | ---------- |
|                | Жан-Марк Госсе Беатрис Дешам    | Правый блок             | 8 057      | 38,22          | 9 339      | 43,23      |
|                | Стефани Бодель Мишель Жиллоан   | Социалистическая партия | 5 950      | 28,23          | 6 307      | 29,20      |
|                | Жислен Ванкованберг Дидье Лежён | Национальный фронт      | 6 059      | 28,74          | 5 956      | 27,57      |
|                | Режи Ванденбош Вероник Кармель  | Левый фронт             | 1 014      | 4,81           |            |            |